# Nuhuyanan
Nuhuyanan ist eine der indonesischen Kei-Inseln.

## Geographie
Nuhuyanan liegt am Eingang einer Bucht an der Westküste von Kei Besar, der östlichen Hauptinsel des Archipels. In der Bucht liegen östlich noch drei weitere, kleinere Inseln: Wat, Nota und Karod. Nuhuyanan gehört zum Distrikt (Kecamatan) Kei Besar des Regierungsbezirks (Kabupaten) der Südostmolukken (Maluku Tenggara). Dieser gehört zur indonesischen Provinz Maluku.